# Asiatischer Laubholzbockkäfer
Der Asiatische Laubholzbockkäfer (Anoplophora glabripennis, gelegentlich abgekürzt ALB) ist eine in Ostasien heimische Bockkäfer-Art. Er wurde mit Bau- und Verpackungsholz eingeschleppt, kommt seit 1992 auch in den USA und in Mitteleuropa als Neozoon vor und ist ein Holzschädling.

## Merkmale
Das Aussehen des asiatischen Laubholzbockkäfer ist schwarz mit rund zwanzig über den Körper verteilten hellen Flecken. Der Körper ist ohne Fühler 2,5 bis 4 cm lang, wobei die weiblichen Tiere etwas länger werden. Die auf blauem Untergrund schwarz-weiß geringelten elfsegmentigen Fühler sind beim Männchen ca. 2,5 mal, beim Weibchen ca. 1,3 mal länger als der Körper. Die Larven sind schmutzig weiß, haben eine hellbraune Stirnplatte und zeigen eine an Zinnen erinnernde Brustzeichnung. Durch fehlende Körnung des Prothorax kann man sie leicht von anderen Larven unterscheiden. Sie werden bis zu fünf Zentimeter lang und bis zu einem Zentimeter dick.
Der Käfer ähnelt mehreren einheimischen, teils seltenen bis streng geschützten Bockkäferarten. Umweltorganisationen empfehlen daher, Exemplare keinesfalls sofort zu töten, sondern von Fachstellen bestimmen zu lassen.

## Biologie

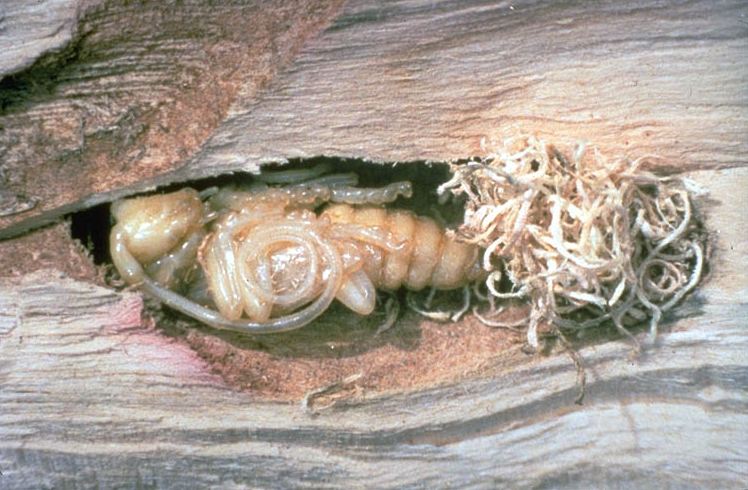
Eine Puppe des Asiatischen Laubholzbockkäfers in einer Puppenwiege

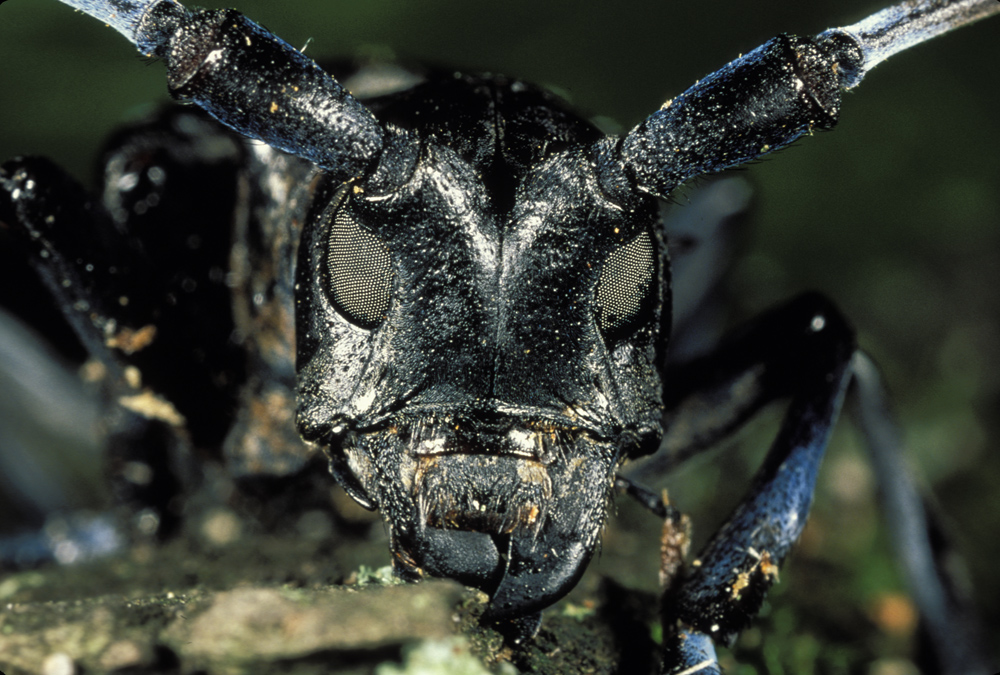
Kopf von Anoplophora glabripennis im Frontalaspekt

Die Käfer legen ihre Eier an den Stämmen unter die Rinde. Hierfür frisst das Weibchen einen Eitrichter meist an Schwachstellen wie z. B. in Astgabeln und legt jeweils ein Ei unter die Rinde. Das nächste Ei wird gewöhnlich einige Zentimeter oberhalb abgelegt. Im ursprünglichen Verbreitungsgebiet geschieht dies vor allem an Weiden und Pappeln. Besonders in Ländern, in denen die Art eingewandert ist, werden auch andere Laubbäume wie etwa Ahorne und Obstbäume befallen. Nach ein bis zwei Wochen schlüpft aus dem Ei eine Larve, die nach elf Stadien fünf Zentimeter lang und einen Zentimeter dick wird. Die ersten Stadien fressen zunächst im Bereich des Kambiums, wodurch sich Rindennekrosen bilden können. Durch den verursachten Saftfluss werden häufig Wespen und ganz speziell Hornissen angelockt.
Erst nach dem dritten Larvenstadium bohrt sich die Larve in das Holz ein. Sie legt einen bis zu 20 cm langen, hakenförmigen Larvengang an. Nach der Verpuppung bohren sich die Käfer durch ein etwa 10 mm dickes, kreisrundes Ausbohrloch aus. Die Käfer legen die nächste Brut normalerweise in unmittelbarer Nähe des Ausflugs ab, häufig sogar am Brutbaum selbst, solange dieser noch intakt ist.
Die Entwicklungsdauer beträgt im ursprünglichen Verbreitungsgebiet ein bis zwei Jahre, in Europa durchschnittlich zwei Jahre. Je kühler das Klima ist, desto länger dauert die Entwicklung.
Indizien für einen Befall sind das Auffinden lebender Käfer zwischen Mai und Oktober, runde Bohrlöcher mit einem Durchmesser von mehr als einem Zentimeter im Stammholz oder an stärkeren Ästen von Bäumen sowie kleinere, ovale Löcher im Bereich von Astgabeln sowie grobes Bohrmehl unterhalb der Löcher. Zum Aufspüren werden auch Spürhunde eingesetzt.

## Schadwirkung
Schäden entstehen
- durch den Larvenfraß der ersten Stadien im Kambium, das in diesem Bereich abstirbt.
- durch den Larvenfraß ab dem dritten Stadium im Holz, das den Baum statisch schwächt, was bis zum Abbrechen von Kronenteilen führen kann und ein Problem für die Verkehrssicherung der betroffenen Bäume darstellt.
- durch das Eindringen von Sekundärschädlingen.

In seiner Ursprungsregion in China tritt der Käfer seit den 1980er Jahren als Schädling auf. Großflächige Aufforstungen mit einer heimischen Pappelart zur Bekämpfung der Desertifikation begünstigten seine Ausbreitung. Die Schäden, die der Käfer in China verursacht, werden auf rund 1,5 Mrd. US-Dollar jährlich geschätzt.

## Invasionsbiologie
Eingeschleppt wurde der Asiatische Laubholzbockkäfer hauptsächlich mit Verpackungsholz. Eine geringere Rolle bei der Verbreitung spielen andere Holzprodukte und lebende Pflanzen.
Da die Art stark polyphag ist, befällt sie auch Baumarten, die häufig auch wirtschaftlich genutzt werden und zu den häufigsten der jeweiligen Ökosysteme zählen. Der Käfer wird in der Global Invasive Species Database zu den hundert schädlichsten invasiven Neobiota weltweit gezählt.

### In Nordamerika
Zwischen 1992, dem Jahr ihrer erstmaligen Entdeckung in den USA, in New Jersey, New York, Illinois und Massachusetts und 2008 wurden in den USA ca. 30.000 Bäume gefällt und rund 900.000 Bäume behandelt. Die Kosten der bis dahin getroffenen Maßnahmen beliefen sich auf etwa 370 Millionen US-Dollar. In den USA bedroht der Käfer 35 % des urbanen Baumbestandes, wobei der Schaden dadurch auf rund 670 Milliarden US-Dollar geschätzt wird. Bekämpfungsmaßnahmen bestehen derzeit u. a. darin, befallene Gebiete unter Quarantäne zu stellen, um den Befall weiterer Bäume zu verhindern. Befallene Bäume werden gefällt, gehäckselt und meistens verbrannt. Befallsgefährdete Bäume werden über mehrere Jahre mit Insektiziden behandelt.

### In Europa
Der Käfer bzw. seine Larven werden regelmäßig in Verpackungen oder mit lebenden Pflanzen nach Europa eingeschleppt. Seit 2015 gibt es Freilandbefälle unter anderem in Deutschland, Österreich, der Schweiz, in Frankreich (u. a. in den Départements Bas-Rhin, Côte d’Or, Loire-Atlantique und Loiret), Italien und den Niederlanden, die alle amtlich bekämpft und überwacht werden.

#### Befallsherde
2001 wurde die Art in Österreich in Braunau am Inn gefunden. Bei einer Verpackungsholzkontrolle wurde im Juli 2012 in St. Georgen/Oberösterreich (nahe Geinberg) ein neuer Befall durch den Asiatischen Laubholzbockkäfer entdeckt. In einer Zone von 500 Metern um den Fundort wurde jeder potentiell gefährdete Baum gefällt und von Spürhunden des Bundesamtes für Wald auf die Käfer kontrolliert.
Seit 2005 breitet sich im deutschen Bundesland Nordrhein-Westfalen eine Population von Bornheim ausgehend in das nahegelegene Bonn aus.
In der Schweiz wurde der erste Befall 2011 im Kanton Freiburg festgestellt. Im Juli 2012 wurde in Winterthur ein weiterer Befall entdeckt und durch Fällen von 60 Jungbäumen bekämpft; im August 2012 wurde ein einzelner Käfer in der Innerschweiz entdeckt, im Sommer 2022 in derselben Region erneut.
Das Landratsamt des Landkreises Lörrach erließ Anfang August 2012 eine Allgemeinverfügung zur Bekämpfung des gefährlichen Holzschädlings im Umkreis des Hafens von Weil am Rhein im Dreiländereck Basel-Mülhausen-Lörrach. Im April 2015 wurden bei Holzfällarbeiten im Hafengebiet in einer Pappelgruppe erneut ALB-Spuren entdeckt; im Juni dann ebenfalls in Grenzach-Wyhlen. 2019 konnten die Quarantänezonen um Weil und Grenzach herum aufgehoben werden.
Im Amtsblatt des Landkreises Ebersberg bei München erließ die Bayerische Landesanstalt für Landwirtschaft (LfL) am 20. November 2012 eine Allgemeinverfügung zur Bekämpfung eines Auftretens des gefährlichen Holzschädlings in der Gemeinde Feldkirchen bei München, nachdem am 8. Oktober 2012 in einem Ahornbaum und in 500 m Abstand in weiteren Bäumen ein Befall festgestellt worden war. Ein Wäldchen zwischen den Gemeinden Haar und Feldkirchen (600 Bäume) ist im Februar 2013 komplett gerodet worden. Im September 2014 wurde ein Befall von Bäumen noch etwas weiter südlich am Münchener Stadtrand in Neubiberg festgestellt, auch hier wurden befallene Bäume sofort entfernt und eine Quarantänezone von 2,2 Kilometern eingerichtet. Im Januar 2020 wurde die erfolgreiche Ausrottung des Käfers in diesem Gebiet gemeldet und die dortige Quarantänezone aufgehoben.
Seit September 2014 wurden an sechs Stellen im Nordosten Magdeburgs (u. a. in Glindenberg, Hohenwarthe und Barleben) Exemplare des Schädlings entdeckt, woraufhin die Landesanstalt für Landwirtschaft, Forsten und Gartenbau (LLFG) ebenfalls eine Allgemeinverfügung zur Bekämpfung erließ, die am 5. Dezember 2014 in Kraft trat.
2015 gab es einen neuerlichen Befall in der Schweiz.
Im Frühjahr 2016 wurde ein Befall von Ahornbäumen im Gebiet des Kelheimer Hafens entdeckt. Am 11. April wurden 21 Bäume gefällt und entsorgt. Weitere Fällungen im Umkreis der Fundstelle sollten noch im Nachgang erfolgen.
Im Sommer 2016 wurden am Schönbuchrand in Hildrizhausen (Landkreis Böblingen) Asiatische Laubholzbockkäfer entdeckt. Der Landkreis koordinierte die strategischen Bekämpfungsmaßnahmen. Es wurden mehr als 600 Bäume und Sträucher gefällt und vernichtet. Hildrizhausen gilt wieder als befallsfrei, die Quarantänemaßnahmen wurden im Dezember 2020 beendet.
Am 4. November 2016 machte das Julius Kühn-Institut Bundesforschungsinstitut für Kulturpflanzen einen Notfallplan und eine Leitlinie zur Bekämpfung des Asiatischen Laubholzbockkäfers in Deutschland im Bundesanzeiger amtlich bekannt.
Im Herbst 2016 wurde in Murnau am Staffelsee (Landkreis Garmisch – Partenkirchen, Oberbayern) Befall festgestellt. Im Februar 2017 wurde die Allgemeinverfügung zur Bekämpfung erlassen. Die Fällmaßnahmen begannen im März 2017.
Im Frühjahr 2019 konnte erstmals die Ausrottung des Laubholzbockkäfers für eine Region erklärt werden. Die Eidgenössische Forschungsanstalt für Wald, Schnee und Landschaft WSL gab bekannt, dass die Bekämpfung im Kanton Freiburg eingestellt werden konnte.
Im August 2019 wurde in Miesbach (Oberbayern) Befall durch den Asiatischen Laubholzbockkäfer festgestellt und mehrere Exemplare der Käfer gefunden.
Im August 2022 wurde ein Befall in Zell LU festgestellt.

#### Getilgte Befallsherde
Wenn an einem Befallsort mindestens zwei Käfer-Generationen hintereinander keine Tiere oder Symptome auftreten, gilt der Befall als getilgt. In Ausnahmen kann diese Frist auch auf drei Generationen ausgeweitet werden, beispielsweise in Regionen, in denen die Entwicklungszeit der Käfer länger dauert oder die Entwicklung der Käfer verzettelt ist. Bisher konnten in Europa 23 Befallsherde in verschiedenen Ländern getilgt werden: Österreich, Belgien, die Niederlande, Großbritannien, Finnland und Montenegro gelten derzeit als befallsfrei.

#### Bekämpfung
Seit Juni 2015 gilt in der Europäischen Union der „Durchführungsbeschluss über Maßnahmen zum Schutz der Union gegen die Einschleppung und Ausbreitung von Anoplophora glabripennis (MOTSCHULSKY)“. Darin sind die erforderlichen Maßnahmen geregelt. Gleichzeitig stellt dieser Beschluss die Rechtsgrundlage für die Durchführung der Maßnahmen dar.
Im Wesentlichen und vereinfacht dargestellt besteht die Bekämpfung aus zwei Teilen:
In einer Befallszone mit einem Radius von 100 Metern um die Pflanzen, an denen Befall festgestellt wurde, werden sämtliche Wirtspflanzen ab einer bestimmten Größe (Wurzelhalsdurchmesser) gefällt, untersucht und unschädlich beseitigt (gehäckselt und verbrannt) mit dem Ziel, sämtliche Individuen zu vernichten.
In einer Pufferzone, deren Radius ein bis zwei Kilometer umfasst, müssen Maßnahmen an Wirtsarten (Fällungen, Baumschnitt) angemeldet werden. Das anfallende Holz wird untersucht. Innerhalb der Quarantänezone darf Holz der Wirtsarten nicht bzw. nur unter strengen Auflagen bewegt werden. Außerdem werden Lockstofffallen aufgestellt, um festzustellen, ob sich weitere Käfer in der Nähe aufhalten. Ziel ist, eventuell weitere Individuen zu finden und die weitere Ausbreitung zu verhindern.
Dieser Bekämpfungsstrategie liegt zu Grunde, dass der Käfer sehr flugträge ist und sich aus eigener Kraft nicht weit von seinem Schlupfort entfernt. Zudem wird davon ausgegangen, dass es bisher so wenige Befälle gibt, dass die Ausrottung des Käfers in Europa noch aussichtsreich ist.
In China werden natürliche Antagonisten für ein integriertes Pflanzenschutzkonzept eingesetzt. Es wird also nur versucht, die Schäden zu vermindern und den Schädling als Bestandteil des Ökosystems zu managen. In Europa liegt das Ziel in der Ausrottung des Käfers, da das chinesische Bekämpfungskonzept hier nicht aussichtsreich ist. Zudem könnte der Einsatz von Antagonisten heimische Arten schädigen.